# Silviu Șmalenea
Silviu Șmalenea (ur. 9 grudnia 2002) – mołdawski piłkarz grający na pozycji bramkarza w mołdawskim klubie Zimbru Kiszyniów. Młodzieżowy reprezentant Mołdawii.